# BMW・N45エンジン
N45エンジンは、BMWの直列4気筒ガソリンエンジンの系列である。バルブトロニックは搭載されていない。
N42エンジンの後継機種として、2004年発売の116iで初めて搭載された。

## バリエーション

### N45B16（2004年- ）
- タイプ：直列4気筒DOHC 1,596 cc
- 内径×行程：84.0 mm×72.0 mm
- 圧縮比：10.2
- 最高出力：115 ps（85 kW）/6,200 rpm
- 最大トルク：15.3 kgm（150 Nm）/4,300 rpm

### N45B20S（2006年）
- タイプ：直列4気筒DOHC 1,997 cc
- 内径×行程：85.0 mm×88.0 mm
- 圧縮比：--.-
- 最高出力：173 ps（126 kW）/7,000 rpm
- 最大トルク：20.4 kgm（200 Nm）/4,250 rpm

## 搭載モデル
N45B16
- E87型116i（2004年- ）

N45B20S
- E90型320si－WTCC特別モデル（2006年）